# Ebi Lokart
Dr Ebi Lokart (udato Kovač) je izmišljeni lekar u seriji Urgentni centar. Igra je Mora Tirni. Ebino puno ime glasi Ebigejl Mardžori Vizenski

## Počeci
Ebi Lokart se prvi put pojavila u šestoj sezoni Urgentnog centra, u epizodi Velika iščekivanja, kao babica Kerol Hetavej. Posle 3 meseca, februara 2000. godine, postaje stalni član ekipe, glumeći studentkinju treće godine medicine koja počinje praktičnu obuku na Urgentnom. Prvog dana sreće dr Luku Kovača, svog prvog mentora, sa kojim će proći kroz različite profesionalne i privatne odnose, a koji će postati jedan od najbitnijih ljudi u njenom životu. Na početku rada na Urgentnom, Ebi se suočava sa mnogobrojnim izazovima. Videla je kako pacijent oboleo od šizofrenije ubija studentkinju Lusi Najt, a teško ranjava Kartera, a kasnije mora da predoči šefovina Keri Viver i Marku Grinu Karterovu rastuću narkomaniju. Iako to dovodi do antipatije Kartera spram nje, u sledećim sezonama njih dvoje razvijaju vrlo blizak odnos.
Ebi je privremeno prekinula studije i zaposlila se kao babica kako bi platila studije medicine svom tadašnjem mužu Ričardu Lokartu, ali kada su se razveli, nastavila je školovanje. Kasnije, na početku sedme sezone i Ebine završne godine fakulteta, Keri Viver joj saopštava da je njena prijava odbijenja zbog neplaćanja. Ebin bivši muž joj priznaje kako joj ne plaća školarinu jer je bankrotirao. Nastavlja honorarno da radi kao babica, a Viverova joj uskoro nudi stalan posao medicinske sestre na Urgentnom, što Ebi i prihvata. Nakon nekoliko uspešnih godina na mestu medicinske sestre, Ebi ubeđuje bivšeg muža da podigne kredit kako bi ona završila studije medicine. Iako je u prvom pokušaju pala završni ispit, iz drugog puta je položila i na kraju 10. sezone postala lekar.
Ebi u 7. sezoni posećuje majka Megi (Seli Fild), koja ima afektivni bipolarni poremećaj. Saznajemo da je Ebi imala teško detinjstvo: bila je primorana da izlazi na kraj sa majčinim promenljivim ponašanjem i dugim odsustvovanjima od kuće, kao i da brine o mlađem bratu Eriku (Tom Everet Skot). Erik, koji je služio u Američkom ratnom vazduhoplovstvu, ali je dezertirao, pojavljuje se kasnije u seriji. On takođe ispoljava simptome bipolarnog poremećaja, ali odbija to da prihvati. Ebin otac Edi napustio je porodicu kada je oan bila dete, što je bar delimično posledica Meginog nekontrolisanog ponašanja. Ebi se sreće sa ocem u 13. sezoni, tako što joj on dolazi praveći se da je pacijent Edi Džekson pre nego stavrno otkrije svoj identitet.
Bila je u vezi sa dr Kovačem, a kasnije i sa dr Karterom, ali se na kraju vraća Kovaču, sa kojim dobija sina i za koga se udaje. Sprijateljila se sa mnogim koleginicama, posebno sa Kerol Hetavej i Suzan Luis, a kasnije i sa Elizabet Kordej i Keri Viver. Najbolha prijateljica joj je dr Nila Razgotra, sa kojom je diplomirala i koja je živela sa njom dok je prolazila kroz neke probleme.

## Privatni život
Nedugo po zaposlenju na Urgentnom, Ebi počinje vezu sa dr Lukom Kovačem. Veza im je uzdrmana na prvom sastanku, kada lopov pokuša da ih pokrade, a Luka ga ubija u samoodbrani. Bili su zajedno oko godinu dana, ali počinju da se udaljavaju jedno od drugog kada u posetu dođe Ebina Majka i kada Ebi počinje da se zbližava sa dr Džonom Karterom, pa posle žučne rasprave raskidaju početkom osme sezone. Posle perioda krćeg otuđenja i ljubomore koji su pratili raskid, Luka i Ebi vrlo brzo ponovo postaju prijatelji.
Ebi se potom zabavljala sa Džonom Karterom. Ona otkriva da je Karter zavistan od analgetika, to saopštava drugim lekarima, i na njihovo insistiranje i uz njihovu pomoć, Karter odlazi na lečenje. Po povratku, Karter sreće Ebi na sastanku Anonimnih alkoholičara. Ona mu otkriva da je lečeni alkoholičar i da ne pije pet godina. Ona pristaje da mu bude ‘sponzor’, i njih dvoje razvijaju intenzivno prijateljstvo, što loše utiče na njen odnos sa Lukom.
Nekoliko meseci kasnije, pošto je imala užasan rođendan, Ebi ponovo počinje da pije. Kada je Karter zatekne kako pije pivo, suočava se sa njom i kaže kako je zabrinut za nju. Posle smrti dr Marka Grina, Karter traži utehu u Ebi. Ebi se vraća na sastanke Anonimnih alkoholičara, kaže Karteru da je to uradila zbog njega, i njih dvoje započinju vezu. Ona nastavlja da pije, a Karter opsesivno pokušava da je izleči. Jednom je Karter bio spreman da zaprosi Ebi na specijalnoj večeri koju je organizovao zbog nje, ali se u poslednjem minutu predomišlja i vraća prsten u džep. Iako su u drugoj epizodi kratko pričali o tome, nikad ju nije zaprosio. Njihov odnos je narušen kada Karterova baba umre, a Ebin brat Erik, kome je postavljena dijagnoza afektivnog bipolarnog poremećaja, napravi scenu na sahrani i upadne u grob. Kada Karter po drugi put ode u Afriku (verovatno po leš Luke Kovača, koji je, na opšte iznenađenje, živ), on šalje Ebi pismo u kojem kaže da raskida sa njom, i njihova veza se tu završava. Kao i sa Lukom, Ebi ostaje bliska sa Karterom posle perioda otuđenosti između njih.
Ebi se nakratko zabavljala sa studentom medicine Džejkom u 11. sezoni, ali njihova veza puca pošto Ebi nije oduševljena njegovom idejom da ostane u Čikagu zbog nje. Takođe se zbližila i sa Suzan Luis i Keri Viver,
U 12. sezoni, u epizodi ‘Živi štit’, Ebi ponovo počinje vezu sa Lukom. Prvo su odlučili da budu samo prijatelji, ali uskoro postaju ljubavnici. Posle tri nedelje zabavljanja, Ebi otkriva da je trudna, i ona i Luka odlučuju da zadrže dete. Luka prosi trudnu Ebi, ali njoj pomisao na brak nije prijatna i obeshrabrena je zbog problema koje je ranije imala, pa govori Luki da joj nije potreban papir kako bi mu dokazala da ga voli. Njihovo dete, sin Džozef (po Lukinom ocu), koji dobija nadimak  Džo (po bokseru Džou Frejžeru, za koga je navijao Ebin otac kojeg dugo nije videla), dolazi na svet hitnim carskim rezom na početku 13. sezone. Ebi je morala hitno biti izvađena i materica. Kao nedonošče, Džo nekoliko nedelja provodi na Odeljenju neonatalne intenzivne nege, a biva i operisan. Njihov odnos za to vreme trpi, ali kasnije postaju mnogo srećniji, brinući o svom, sada zdravom, sinčiću.
Tokom 13. sezone, Ebi se privikava na ulogu Džoove majke; uzima porodiljsko bolovanje kako bi bila sa svojim bolesnim detetom, zatim polazi na različite kurseve o materinstvu i podizanju dece, često ga šeta parkom, a kasnije se polako vraća na posao. Sredinom sezone, Lukin i Ebin odnos postaje napetiji, delimično zbog lukinog naizgled paranoičnog ponašanja u vezi sa Kertisom Ejmsom, nezadovoljnim pacijentom koji je tužio Luku zbog šloga koji je doživeo, a zbog kojeg mu se oduzela ruka. Ejms provaljuje u Lukin i Ebin stan, zahtevajući da vidi Luku. Ebi pokušava da nađe zajednički jezik sa njim, govoreći mu da je lečeni alkoholičar i koliko se samo puta osećala kao da je dotakla dno. Ejms uzima Luku za taoca, preti mu i lomi mu ruku, ali on preživljava ovo mučenje pošto Ejms izvršava samoubistvo. U sledećoj epizodi, raznežena Ebi traži od Luke da je ponovo zaprosi. Kaže da im, posle preživljenog oružanog napada na Urgentni i košmara sa Kertisom Ejmsom, ništa više neće biti teško. On je prosi. Luka kasnije saznaje da je Ebi neodlučna u vezi sa planiranjem venčanja, pa odlučuje da joj organizuje svadbu iznenađenja. Ona je najpre neodlučna i uplašena, ali na kraju pristaje i traži jednoj od svojih najboljih prijateljica, Nili Razgotri, da joj bude kuma.
Na kraju 13. sezone, Luka i Ebi planiraju bračno putovanje na Havaje. Međutim, noć pre polaska, Luki iz Hrvatske javljaju da mu je otac bolestan, pa je medeni mesec otkazan do Lukinog povratka iz inostranstva. Po Lukinom odlasku, Ebi, kao i svi zaposleni na Urgentnom, imaju problema sa novim strogim i samouverenim šefom Urgentnog centra Kevinom Moretijem, koji planira da od Odeljenja stvori efikasniju i profesionalniju radnu sredinu, ali Moreti ubrzo govori Ebi kako je impresioniran njenim radom. U 14. sezoni, Ebi pokušava da se izbori sa Lukinim odsustvom, brigom o Džou i poslom. U epizodi ‘Gravitacija’, Džo biva povređen na igralištu posle pada sa penjalice, a Ebi na kraju epizode ponovo završava sa čašom u ruci. Sve više pije, a to shvata tek u epizodi ‘Pomračenje svesti’, kada se pijana pojavljuje na Pretovoj i Morisovoj žurci povodom položenog državnog ispita. U 3 sata ujutro se probudila u Moretijevom stanu, shvatajući da je (pošto se na aerodromu gde je tražila avion za Hrvatsku kako bi videla Luku, otreznila) sa njim spavala.
Ubrzo po Lukinom povratku u Čikago, javljaju kako mu je otac umro. Ebi mu predlaže da odvede Džoa na sahranu u Hrvatsku, dok se ona leči od alkoholizma. Po povratku u Urgentni, Ebi se suočava sa situacijom da mora kolegama reći istinu o svojoj bolesti. Jedina osuda dolazi od Sem (Linda Kardelini), koja se gadi Ebine slabosti, ali se njih dve mire kada joj Sem priznaje da je bila gruba prema njoj jer je dugo bila okružena alkoholičarima koji su odbijali da sebi pomognu. Luka je ljut što ga je Ebi varala i ugrozila život njihovog sina pa odlučuje da se iseli iz stana. Odlučuje da se zaposli u staračkom domu i ubrzo oprašta Ebi grešku koju je napravila. 14. sezona završava se njihovim zagrljajem. Ebi govori Luki koliko ga voli i oni se poljube. Iz toga se može zaključiti da su Luka i Ebi spremni da rade na očuvanju svog braka.
Na početku 15. sezone saznajemo da je Ebi aplicirala za posao u bolnici u Bostonu, gde ona i Luka planiraju da se presale sa svojim sinom. U trećoj epizodi, Ebina tajna da je prihvatila posao i dala otkaz u Okružnoj bolnici se polako proširila Urgentnim centrom, ali Ebi traži od onih koji znaju za to da ne pričaju ništa jer ne želi da pravi pompu od svega toga. Na odlasku, dugogodišnja medicinska sestra Helej Adams pokazuje Ebi zid na kome se nalaze pločice sa imenima sa ormarića svih lekara i drugih zaposlenih koji su prošli kroz Urgentni. Ebi stavlja svoju i Lukinu pločicu na zid. 
Ebi odlazi, pozdravljajući se sa većinom osoblja okupljenog ispred ulaza u Urgentni. Luka sa sinom dolazi po nju.

## Ebi kao lekar
2003. godine, Ebi započinje poslednju godinu studija medicine, a novi lik, Samanta Tegerd, zamenjuje je na mestu glavne sestre u seriji. Na kraju semestra, saznaje da joj je neko platio školarinu. Kasnije otkriva da je to uradio Karter. Na dan svog diplomiranja, Ebi saznaje da je Karterova devojka Kem rodila mrtvo dete. Ebi se ponudi da ostane uz Kartera, ali on joj se zahvaljuje i kaže joj da to nije potrebno. Ebi diplomira i postaje lekar. U 14. sezoni, kada je bila na 4. godini specijalizacije, aplicirala је  za mesto lekara-konsultanta posle frustracija izazvanih besrajnim odlaganjima i razgovorima za posao u elitnoj medicinskoj ustanovi. Na kraju i dobija posao tamo, ali dr Pret koristi svoje veze kako bi izdejstvovao mesto lekara-konsultanta za Ebi, koje ona i prihvata.
Međutim, Luka i Ebi odlučuju da je vreme za novi početak, pa ona prihvata posao u Bostonu.
Poslednji put se pojavila kao deo stalne ekipe u trećoj epizodi 15. sezone ‘Ebina knjiga’, kada sa Lukom i svojim sinom odlazi u Boston. Poslednji put se pojavila u 20. epizodi petnaeste sezone po imenu ‘Promena ravnoteže’, telefonirajući sa Nilom, koja joj traži ohrabrenje za napuštanje Okružne bolnice. Ebi je prikazana u svom novom domu, dok je čuvala (neku) decu.